# Ballboy
Ballboy, av gruppen skrivet ballboy, är ett fyramanna indieband från Edinburgh i Skottland.

## Medlemmar
Nuvarande medlemmar
- Gordon McIntyre – sång, gitarr, textförfattare (1997-)
- Nick Reynolds – basgitarr (1997–)
- Gary "the flam" Morgan - trummor (1999–)
- Alexa Morrison – keyboard (2004–)

Tidigare medlemmar
- Viv Strachan – sång (1997–1999)
- Alexis Beattie – trummor (1997–1999)
- Kate Griffths – keyboard (1999–2004)

## Diskografi
Album
- A Guide for the Daylight Hours (2002)
- The Sash My Father Wore and Other Stories (2003)
- The Royal Theatre (2004)
- I Worked on the Ships (2008)

Samlingsalbum
- Club Anthems (2001)

Singlar och EP
- "Silver Suits for Astronauts" (1999)
- "I Hate Scotland" (2000)
- "Girls Are Better Than Boys" (2001)
- "All the Records on the Radio are Shite" (2002)
- "Where Do the Nights of Sleep Go to When They do not Come To Me" (2002)
- "A Europewide Search for Love" (2003)
- "Past Lovers" / "I Lost You But I Found Country Music" (2004)
- "I Died For Love" (2005)